# Портрет Ивана Семёновича Дорохова
«Портрет Ивана Семёновича Дорохова» — картина Джорджа Доу и его мастерской из Военной галереи Зимнего дворца.
Картина представляет собой погрудный портрет генерал-лейтенанта Ивана Семёновича Дорохова из состава Военной галереи Зимнего дворца.
С начала Отечественной войны 1812 года генерал-майор Дорохов был шефом Изюмского гусарского полка, в Бородинском сражении командовал сводным отрядом из четырёх кавалерийских полков и за отличие произведён в генерал-лейтенанты. Затем командовал отдельным партизанским отрядом, штурмом отбил у французов Верею. Первым обнаружил движение Великой армии в сторону Калуги и встал на её пути, во время уличных боёв в Малоярославце был тяжело ранен в ногу и покинул армию. Скончался от раны весной 1815 года.
Изображён в доломане Изюмского гусарского полка, введённом в 1809 году, через плечо переброшена Анненская лента, поверх неё надета лядуночная перевязь, на плечо наброшен ментик с меховым воротником. Слева на груди звезда ордена Св. Анны 1-й степени; на шее кресты российских орденов Св. Владимира 2-й степени и Св. Георгия 3-го класса, а также крест прусского ордена Красного орла 2-й степени; ниже их из-под Анненской ленты виден золотой крест «За взятие Праги»; справа на груди серебряная медаль «В память Отечественной войны 1812 года» на Андреевской ленте и звезда ордена Св. Владимира 2-й степени. Подпись на раме: И. С. Дороховъ, Генералъ Лейтенантъ.

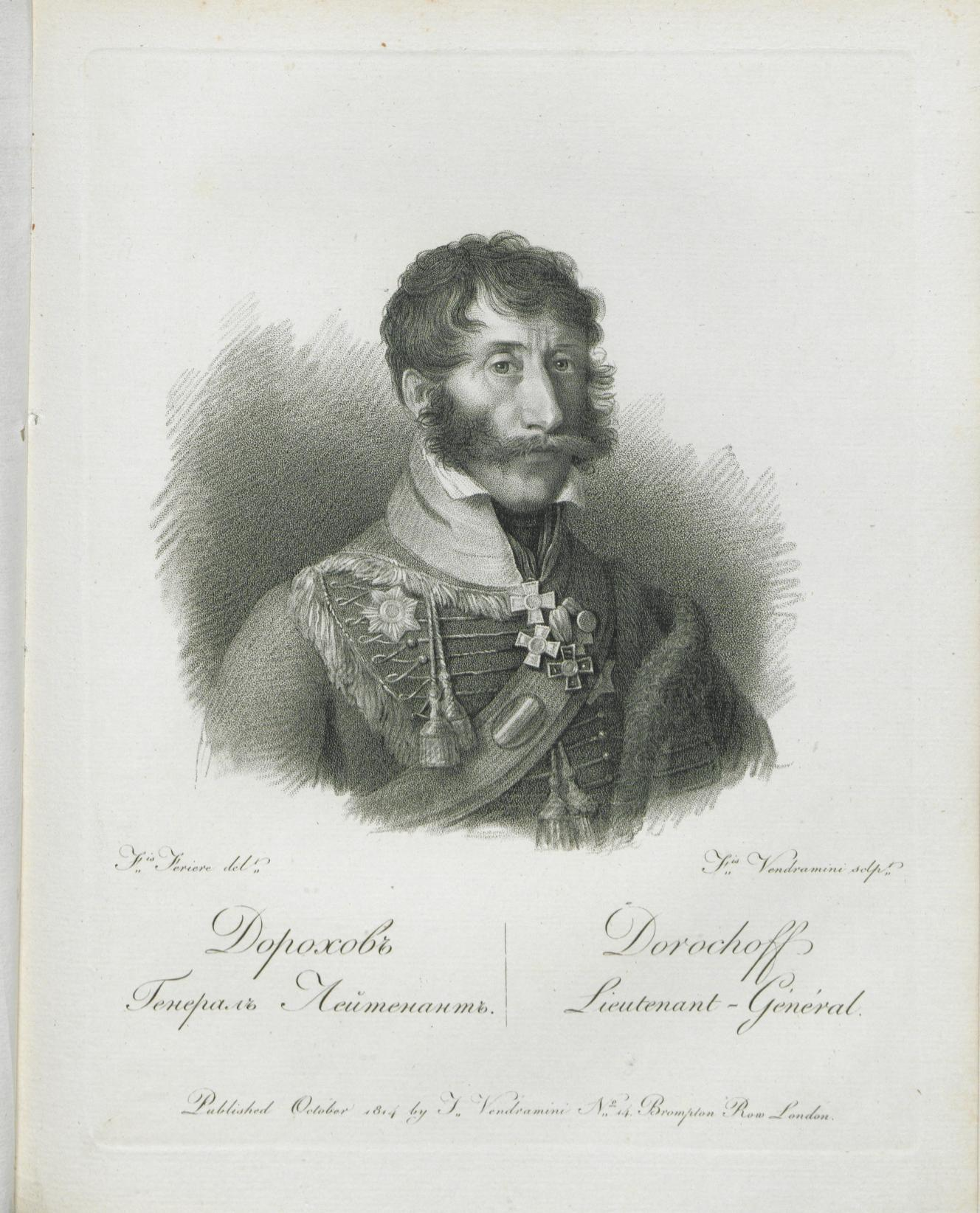
Гравюра Ф. Вендрамини
по рисунку Ф. Ферьера

7 августа 1820 года Комитетом Главного штаба по аттестации Дорохов был включён в список «генералов, заслуживающих быть написанными в галерею». Гонорар Доу был выплачен 12 ноября 1820 года. Готовый портрет был принят в Эрмитаж 7 сентября 1825 года. Поскольку Дорохов скончался от ран в 1815 году, то Доу в работе использовал портрет-прототип. Существует два возможных прототипа галерейного портрета. В собрании Государственного исторического музея в Москве есть портрет Дорохова работы неизвестного художника, он очень близок композиционно к работе Доу, но отличается деталями униформы (например, видны кисти завязок ментика) и другим расположением наград. Кроме того, существует очень близкий рисунок Ф. Ферьера, гравированный Ф. Вендрамини в 1813 году и в том же году опубликованный (хотя на самой гравюре указана дата «октябрь 1814»). Какая из этих двух работ легла в основу галерейного портрета — неизвестно. Д. А. Ровинский указывает, что существовала несколько уменьшенная копия этой гравюры, опубликованная в 1822 году.
В 1840-х годах в мастерской Поля Пети по рисунку В. Долле с портрета была сделана литография, опубликованная в книге «Император Александр I и его сподвижники» и впоследствии неоднократно репродуцированная. В части тиража была использована другая литография — мастерской И. П. Песоцкого по рисунку И. А. Клюквина.